# ولتمن ۹۴۹۲
سیارک ۹۴۹۲ (به انگلیسی: 9492 Veltman، نامگذاری:2066T-1) نه هزار و چهارصد و نود و دومین سیارک کشف شده‌است که در ۲۵ مارس ۱۹۷۱ کشف شد.
قدر مطلق سیارک برابر ۱۴٫۷۰ است.